# Lucio Cáceres

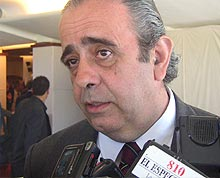
Lucio Cáceres

Lucio Cáceres Behrens (* 14. September 1949 in Montevideo) ist ein uruguayischer Politiker.
Der der Partido Colorado angehörige Cáceres war vom 1. März 1995 bis 15. Juli 2004 Verkehrsminister von Uruguay. Er wurde in dieser Position von Gabriel Gurméndez abgelöst. Zudem hatte er vom 15. Februar 2000 bis zum 2. März 2000 und erneut vom 15. September 2003 bis zum 14. Februar 2005 ein Mandat als Abgeordneter für das Departamento Montevideo in der Cámara de Representantes inne. Des Weiteren kandidierte er erfolglos für das Amt des Intendente in seinem Heimatdepartamento.